# Brinckochrysa chlorosoma
Brinckochrysa chlorosoma is een insect uit de familie van de gaasvliegen (Chrysopidae), die tot de orde netvleugeligen (Neuroptera) behoort. 
Brinckochrysa chlorosoma is voor het eerst wetenschappelijk beschreven door Navás in 1914.